# Lakeville (Maine)
Lakeville és una població dels Estats Units a l'estat de Maine (EUA). Segons el cens del 2000 tenia 63 habitants.

## Demografia
Segons el cens del 2000, Lakeville tenia 63 habitants, 33 habitatges, i 16 famílies. La densitat de població era de 0,4 habitants/km².
Dels 33 habitatges en un 9,1% hi vivien nens de menys de 18 anys, en un 45,5% hi vivien parelles casades, en un 3% dones solteres, i en un 48,5% no eren unitats familiars. En el 27,3% dels habitatges hi vivien persones soles el 15,2% de les quals corresponia a persones de 65 anys o més que vivien soles. El nombre mitjà de persones vivint en cada habitatge era d'1,91 i el nombre mitjà de persones que vivien en cada família era de 2,24.
Per edats la població es repartia de la següent manera: un 7,9% tenia menys de 18 anys, un 4,8% entre 18 i 24, un 15,9% entre 25 i 44, un 52,4% de 45 a 60 i un 19% 65 anys o més.
L'edat mediana era de 51 anys. Per cada 100 dones de 18 o més anys hi havia 114,8 homes.
La renda mediana per habitatge era de 15.625 $ i la renda mediana per família de 16.250 $. Els homes tenien una renda mediana de 23.750 $ mentre que les dones 26.250 $. La renda per capita de la població era de 14.723 $. Entorn del 28,6% de les famílies i el 40,4% de la població estaven per davall del llindar de pobresa.